# Jan Řehula
Jan Řehula, född den 15 november 1973 i Cheb, är en tjeckisk triathlet.
Han tog OS-brons i herrarnas triathlon i samband med de olympiska triathlontävlingarna 2000 i Sydney.